# Teorema de Helly-Bray
El teorema de Helly-Bray és un teorema de la teoria de la mesura, una branca de les matemàtiques que s'ocupa de l'estudi de les nocions abstractes de volum. Aquestes s'utilitzen, per exemple, en l'estocàstica o la teoria de la integració.
Siguin F i F1, F₂, ... funcions de distribució acumulada en la recta real. El teorema de Helly-Bray diu que si Fn convergeix feblement a F, aleshores
{\displaystyle \int _{\mathbb {R} }g(x)\,dF_{n}(x)\quad {\xrightarrow[{n\to \infty }]{}}\quad \int _{\mathbb {R} }g(x)\,dF(x)}
per a cada límit, funció contínua g: R → R, on les integrals implicades són integrals de Riemann-Stieltjess.
Tingueu en compte que si X i X1, X₂, ... són variables aleatòries corresponents a aquestes funcions de distribució, aleshores el teorema de Helly-Bray no implica que E(Xn) → E(X), ja que g(x) = x no és una funció limitada.
De fet, es compleix un teorema més fort i general. Siguin P i P1, P₂, ... mesures de probabilitats en alguns conjunt S. Aleshores Pn convergeix dèbilment a P si i només si
{\displaystyle \int _{S}g\,dP_{n}\quad {\xrightarrow[{n\to \infty }]{}}\quad \int _{S}g\,dP,}
per a totes les funcions acotades, contínues i de valor real a S. (Les integrals d'aquesta versió del teorema són les integrals de Lebesgue-Stieltjes).
El teorema de Helly-Bray connecta la convergència vaga de mesures amb la convergència vaga de les funcions de distribució, i la convergència feble de mesures amb la convergència feble de les funcions de distribució. Per tant, permet rastrejar el comportament de convergència d'una seqüència de mesures fins al comportament de convergència (puntual) de les funcions de distribució. L'exemple més conegut d'això és la convergència en la distribució en l'estocàstica, perquè aquesta és la convergència feble de les mesures de probabilitat i això es pot remuntar a la convergència de les funcions de distribució (en el sentit de l'estocàstica).
El teorema porta el nom d'Eduard Helly i Hubert Evelyn Bray. Helly va demostrar el teorema ja l'any 1912 en el seu treball Sobre operadors funcionals lineals, mentre que Bray, presumiblement sense saber-ho, el va publicar el 1919 al seu treball Propietats elementals de la integral de Stieltjes.

## Condicions generals
Cada mesura finita es defineix sobre els nombres reals {\displaystyle \mu } a través de
{\displaystyle F_{\mu }(x)=\mu ((-\infty ,x])}
una anomenada funció de distribució que és monòtona creixent, contínua i acotada a la dreta. Per contra, tota funció monòtona creixent contínua i acotada da la dreta {\displaystyle F} es defineix per
{\displaystyle \mu _{F}((a,b]):=F(b)-F(a)}
una mesura, la mesura de Lebesgue-Stieltjes. L'assignació de les funcions de distribució a les mesures és inequívoca, tret d'una constant, és a dir {\displaystyle F} i {\displaystyle F-c} generen la mateixa mesura. Ara sorgeix la pregunta de com es reflecteixen les propietats de les mesures en les funcions de distribució i viceversa.
El teorema de Helly-Bray fa una afirmació sobre quan es pot utilitzar la convergència de les funcions de distribució per concloure que les mesures convergeixen.

## Expressió
Donades les funcions de distribució {\displaystyle (F_{n})_{n\in \mathbb {N} },F}. s'obté:
1. La seqüència {\displaystyle (F_{n})_{n\in \mathbb {N} }} convergeix feblement a {\displaystyle F}; això és vàlid per a cada funció contínua {\displaystyle g} limitada
{\displaystyle \lim _{n\to \infty }\int _{\mathbb {R} }g\mathrm {d} F_{n}=\int _{\mathbb {R} }g\mathrm {d} F}.
2. La seqüència {\displaystyle (F_{n})_{n\in \mathbb {N} }} convergeix vagament a {\displaystyle F}; aleshores s'aplica per a cada funció estable {\displaystyle g} amb un suport compacte
{\displaystyle \lim _{n\to \infty }\int _{\mathbb {R} }g\mathrm {d} F_{n}=\int _{\mathbb {R} }g\mathrm {d} F}.

## Conclusions

### En general
Una conclusió directa de les afirmacions anteriors és que de la convergència vaga (feble) de les funcions de distribució {\displaystyle (F_{n})_{n\in \mathbb {N} }} a {\displaystyle F} es igual a la vaga (feble) convergència de les mesures {\displaystyle (\mu _{F_{n}})_{n\in \mathbb {N} }} a {\displaystyle \mu _{F}}, ja que la integral de Stieltjes respecte a {\displaystyle F_{n}} correspon exactament a la integral respecte a {\displaystyle \mu _{F_{n}}}.
Finalment, es pot mostrar el contrari: si les mesures finites {\displaystyle (\mu _{n})_{n\in \mathbb {N} }} convergeixen vagament/feblement, llavors hi ha una seqüència real {\displaystyle (c_{n})_{n\ a\mathbb {N} }} de manera que {\displaystyle (F_{n}-c_{n})_{n\in \mathbb {N} }} convergeixi vagament/feblement.

### Per a mesures de probabilitat
Si les {\displaystyle (\mu _{n})_{n\in \mathbb {N} }} són totes mesures de probabilitat, aleshores la seqüència {\displaystyle (c_{n})_{n\in \mathbb {N} }} pot ser constantment igual a zero perquè les funcions de distribució en el sentit de la teoria de la probabilitat es defineixen per les condicions {\displaystyle \lim _{x\to -\infty }F(x)=0} i {\displaystyle \lim _{x\ to\infty }F(x)=1} estan clarament definides. Així, les mesures de probabilitat convergeixen feblement si i només si les funcions de distribució convergeixen feblement.
En aquest cas, s'aconsella precaució, ja que la convergència vaga i feble de les funcions de distribució coincideixen per a les mesures de probabilitat i els termes no sempre s'utilitzen sense ambigüitats a la literatura.